# Schizomus parvus
Espèce
Synonymes
- Trithyreus parvus Hansen, 1921

Schizomus parvus est une espèce de schizomides de la famille des Hubbardiidae.

## Distribution
Cette espèce se rencontre au Cameroun, au Gabon, en Guinée équatoriale et à São Tomé,.

## Publication originale
- Hansen, 1921 : Studies on Arthropoda I. The Pedipalpi, Ricinulei, and Opiliones (exc. Op. Laniatores) collected by Mr. Leonardo Fea in tropical West Africa and adjacent Islands. Gyldendalske Boghandel, Copenhagen, p. 1-80.